# Лікбез. Історичний фронт
likбез. Історичний фронт — громадський просвітницький проєкт з популяризації історії України. Виник у 2014 році. Координатор проєкту — Кирило Галушко. Протягом п'яти років учасники проєкту взяли участь у більш ніж 30 виданнях, відвідали з публічними лекціями бл. 40 міст і сіл України, військових частин, навчальних закладів, вони є регулярними учасниками теле- та радіопередач і проєктів, є консультантами та учасниками художньо-документальних фільмів. Видання проєкту відзначені на львівському "Форумі видавців" та рейтингу "Книжка року".

## Видавнича діяльність
Командою проєкту із залученням інших українських істориків була підготовлена низка наукових та науково-популярних праць. Головним партнером проєкту на сьогодні є харківське видавництво Клуб сімейного дозвілля.

### Серія «Історія без цензури»
- Народження країни. Від краю до держави. Назва, символіка, територія і кордони України. — Х.: КСД, 2016.
- Поле битви — Україна. Від «володарів степу» до «кіборгів». Воєнна історія України від давнини до сьогодення. — Х.: КСД, 2016.
- Тіні згаданих предків. Від склавинів до русинів. Прадавня Україна, Русь і походження українців. — Х.: КСД, 2016.
- Лицарі дикого поля. Плугом і мушкетом. Український шлях до Чорного моря. — Х.: КСД, 2016.
- Русь «після Русі». Між короною і булавою. Українські землі від королівства Русі до війська запорозького. — Х.: КСД, 2016.
- Князі і гетьмани усієї Русі. «Через шаблю маєм право». Злети і падіння козацької держави 1648–1783. — Х.: КСД, 2016.
- У кігтях двоглавих орлів. Творення модерної нації. Україна під скіпетрами Романових і Габсбургів. — Х.: КСД, 2016.
- На бій за волю. Перемога через поразки. Україна у війнах і революціях 1914—1921 років. — Х.: КСД, 2016.
- Україна радянська. Ілюзії та катастрофи «комуністичного раю». 1917—1938 роки. — Х.: КСД, 2017.
- Від Рейхстагу до Іводзіми. У полум`ї війни. Україна та українці у Другій світовій війні. — Х.: КСД, 2017.

### Несерійні колективні видання
- Історія українського війська / за заг. ред. В. Павлова. — Х.: КСД, 2016.
- Війна і міф. Невідома Друга світова / за заг. ред. О. Зінченка, В. В’ятровича, М. Майорова. — Х.: КСД, 2016.
- Українські жінки у горнилі модернізації / за заг. ред. О. Кісь. — Х.: КСД, 2017.
- Війна з державою чи за державу? Селянський повстанський рух в Україні 1917—1921 років / за заг. ред. В. Лободаєва. — Х.: КСД, 2017.
- Українська Держава – жорсткі уроки. Павло Скоропадський / за заг. ред. К. Галушка. — Х.: КСД, 2018.
- Золота доба українського лицарства. Військо та зброя. Політика і право. Економіка й торгівля. Персоналії / за заг. ред. Б. Черкаса. — Х.: КСД, 2018.
- Terra Ucrainica. Історичний атлас України і сусідніх земель / уклад.: В. Вортман, Я. Гордієнко, М. Майоров. — Х.: КСД, 2018.

### Авторські видання учасників проєкту
- Горобець В. Зірки та терени козацької революції. Історія звитяг і поразок. — Х.: КСД, 2017.
- Горобець В. Світанок української держави. Люди, соціум, влада, порядки, традиції. — Х.: КСД, 2017.
- Харук А. Бойові літаки ХХІ століття. — Х.: КСД, 2017.
- Пінак Є., Чмир М. Військо Української революції 1917—1921 років. — Х.: КСД, 2017.
- Шурхало Д. Українська Якбитологія. Нариси альтернативної історії. — Х.: КСД, 2017.
- Галушко К. Український націоналізм. Короткий курс з історії України. — К.: А-БА-БА-ГА-ЛА-МА-ГА, 2017.
- Гоменюк І. Провісники Другої світової. Прикордонні конфлікти в Центрально-Східній Європі. Від розпаду імперій до Гляйвіцької провокації. — Х.: КСД, 2017.
- Громенко С. #КрымНаш. Історія російського міфу. — К.: Хімджест, 2017.[2]
- Громенко С. Забута перемога. Кримська операція Петра Болбочана 1918 р]. — К.: К.І.С., 2018.[3]
- Гавришко М. Долаючи тишу. Жіночі історії війни. — Х.: КСД, 2018.
- Галушка А., Брайлян Є. Змова диктаторів: Поділ Європи між Гітлером і Сталіним, 1939-1941. — Х.: КСД, 2018.
- Галушко К. Всемирная история. Российская империя. — Х., КСД, 2019.

## Публічні оцінки проєкту
Президент України Петро Порошенко у своєму твіттері 6 жовтня 2016 року занотував: «Захист України має відбуватись не тільки зі зброєю в руках. Історики можуть дати бій у гібридній війні — треба створювати популярні проєкти. Як, наприклад, робить «LIKBEZ. Історичний фронт». А також працювати в інтернеті та соціальних мережах, як «Історична правда».

## Заборона проєкту в Росії
У червні 2020 року Наримановський районний суд в Росії виніс ухвалу внести сайт Likбез.Історичний фронт в офіційний реєстр сайтів, з яких заборонено поширювати інформацію в Росії.